# Mitsubishi F1M
El Mitsubishi F1M (nombre código Aliado "Pete") fue un hidroavión biplano japonés de reconocimiento durante la Segunda Guerra Mundial. Entre 1936 y 1944 se construyeron un total de 1.118 unidades. La designación de la Armada Imperial Japonesa era Hidroavión de observación Tipo 0 (零式水上観測機?).

## Diseño y desarrollo
A finales de 1934, la Armada Japonesa envió las especificaciones 10-Shi, con las que se indicaban las características del aparato que sustituiría al Nakajima E8N, a las compañías Aichi, Kawanishi y Mitsubishi. Tan solo esta última, junto con Aichi, presentaron prototipos. Con la denominación interna de Mitsubishi Ka-17, se desarrolló un hidroavión biplaza de observación apto para ser utilizado desde catapultas y que voló por primera vez en junio de 1936, oficialmente como  Mitsubishi F1M1.

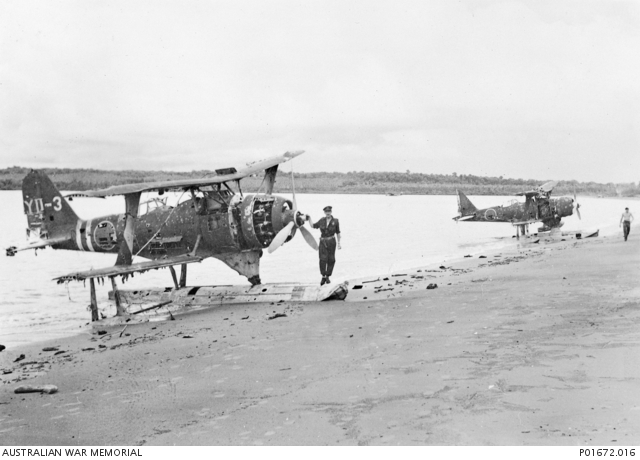
Dos "Pete" capturados en Rekata Bay, Isla Sta. Isabel, Islas Salomón (1944)

El equipo de ingenieros liderado por Jōji Hattori creó un aerodinámico biplano de superficies limpias, con tan solo un par de uniones en los planos, con lo que su rendimiento resultó superior al de su rival de Aichi, el Aichi AB-13. Sin embargo, los cuatro prototipos mostraron en sus pruebas de vuelo que la estabilidad direccional era deficiente, así como su desempeño en el agua. Las correcciones incluyeron una calandra (pontón) alargada, un aumento del diedro alar de 2 a 3 grados, la modificación de los extremos alares y un marcado incremento de las superficies de cola, un 85% en la deriva y el timón de dirección y un 30% en el timón de profundidad. Asimismo, se reemplazó el motor original Nakajima Hikari de 9 cilindros y 820 cv por el más capaz Mitsubishi Zuisei 13, de 14 cilindros y 875 cv, sustituyendo la hélice bipala por una tripala. Todos estos cambios, tras las pruebas y evaluaciones de servicio resultaron satisfactorios, y el modelo fue autorizado para la producción en serie bajo la denominación Hidroavión de Observación Modelo 11 Tipo 0 de la Marina (Mitsubishi F1M2)
Su velocidad era de 365 km/h y una autonomía de 730 km.
Su producción totalizó 1.118 ejemplares producidos por Mitsubishi (528) y el 21º Arsenal Aeronaval (590).

## Historial operativo

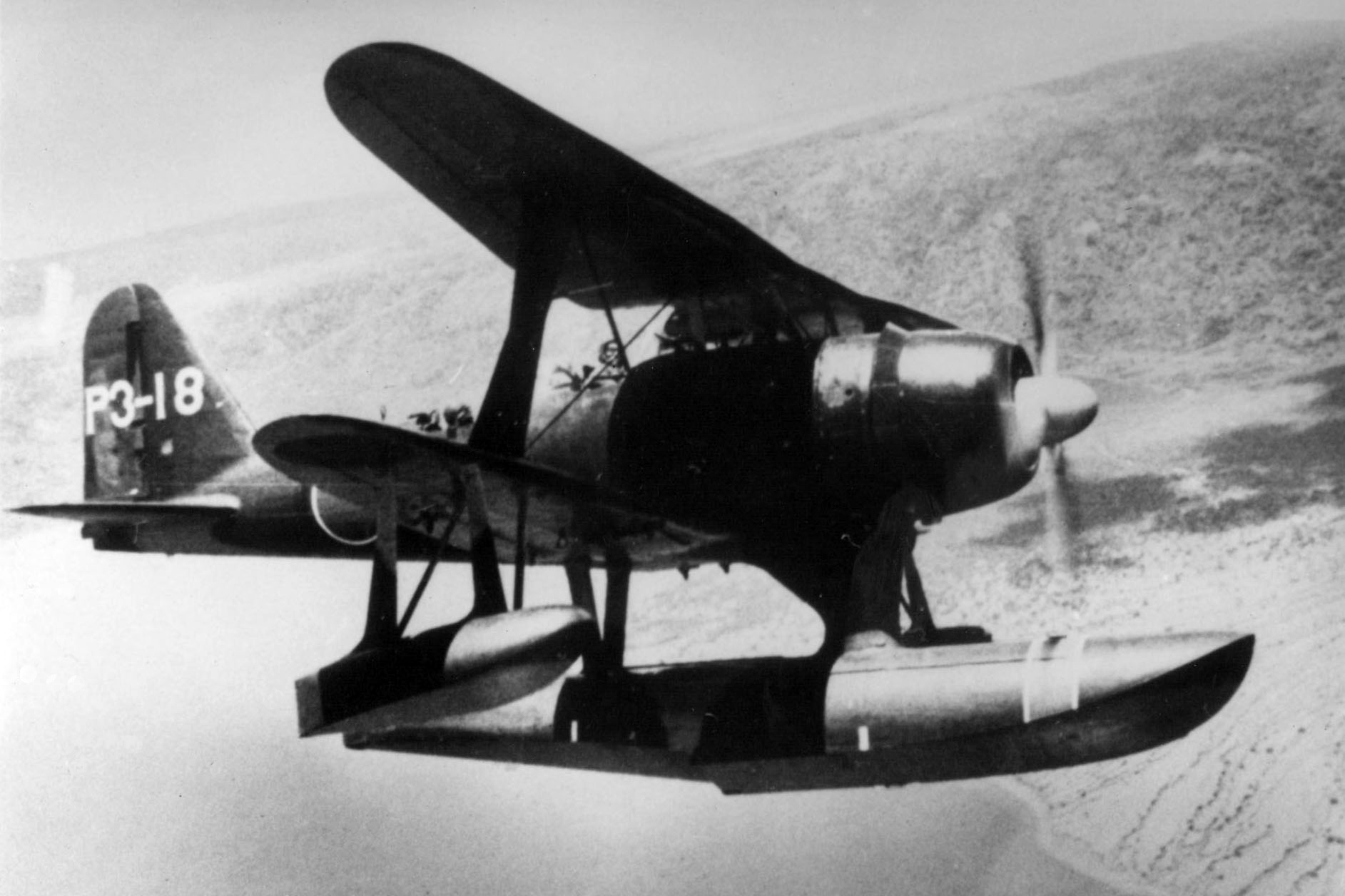
Mitsubishi F1M1 volando sobre Rabaul, Papúa Nueva Guinea.

Sorprendentemente, el F1M2 desempeñó un papel mucho mayor que su cometido original de hidroavión embarcado de observación y reconocimiento de corto alcance, estando destinado en los grandes navíos de la Armada y bases en tierra; debido a su maniobrabilidad y rendimiento también fue empleado en misiones de patrulla costera, escolta antisubmarino de convoyes, transporte y búsqueda y rescate y a veces, en cometidos tan inusuales, como caza y bombardeo en picado. Algunos ejemplares fueron modificados para su empleo como entrenadores biplazas con la designación F1M2-K.

## Despliegue

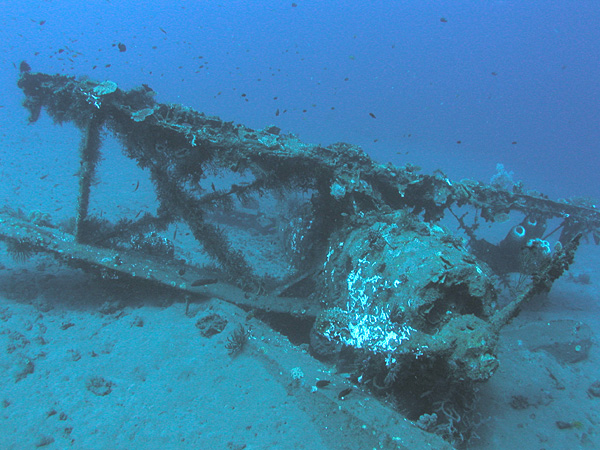
Restos de un "Pete" en Papúa-Nueva Guinea

El F1M2 fue empleado tanto en kōkūtai basados en tierra como en las siguientes unidades navales:

### Acorazados
- Fusō
- Hiei
- Kirishima
- Kongō
- Musashi
- Mutsu
- Nagato
- Yamato

### Cruceros
- Aoba
- Ashigara
- Atago
- Haguro
- Kinu
- Maya
- Myōkō
- Nachi
- Takao

### Portahidroaviones
- Kimikawa Maru
- Kiyokawa Maru
- Kunikawa Maru
- Sagara Maru
- Sanuki Maru
- Sanyō Maru

## Variantes
- F1M1 : Prototipos. Cuatro construidos.
- F1M2 : Hidroavión de reconocimiento y observación para la Armada Imperial Japonesa.
- F1M2-K : Versión de entrenamiento con controles duales.

## Especificaciones (F1M2)
Referencia datos: Japanese Aircraft of the Pacific War

### Características generales
- Tripulación: 2
- Longitud: 9,50 m
- Envergadura: 11 m
- Altura: 4 m
- Superficie alar: 29,54 m²
- Peso vacío: 1.928 kg
- Peso cargado: 2550 kg
- Planta motriz: 1× Mitsubishi Zuisei 13, radial.
  - Potencia: 875 HP 652 kW

### Rendimiento
- Velocidad máxima operativa (Vno): 370,4 km/h
- Alcance: 741 km
- Radio de acción: km
- Alcance en combate: km
- Alcance en ferry: km
- Techo de vuelo: 9.440 m

### Armamento
- Ametralladoras:  2 Tipo 97 de 7,70 mm sincronizadas, 1 Tipo 92 de 7,70 mm en la cabina trasera
- Bombas: 60 kg

### Aeronaves similares
- Curtiss SOC Seagull
- Fairey Seafox

### Listas relacionadas
- Anexo:Hidroaviones y aviones anfibios
- Anexo:Aviones de la Armada Imperial Japonesa